# میدوی (فیلم ۲۰۱۹)
میدوی (انگلیسی: Midway) یک فیلم جنگی به کارگردانی رولاند امریش و نویسندگی وس توک است است که در ۸ نوامبر ۲۰۱۹ از سوی لاینزگیت منتشر شد. این فیلم دربارهٔ نبرد میدوی، نقطه عطفی در جبهه اقیانوس آرام جنگ جهانی دوم از جنگ جهانی دوم است.
فیلم با بازی اد اسکرین، پاتریک ویلسون، لوک ایوانز، آرون اکهارت، نیک جوناس، مندی مور، دنیس کواید، تادانوبو آسانو، دارن کریس و وودی هرلسن ساخته شده‌است.
این فیلم پروژه‌ای شخصی و مورد علاقهٔ رولاند امریش بود که برای تأمین مالی آن با دشواری‌هایی روبه‌رو شد تا این‌که سرانجام موفق به جمع‌آوری بودجه کافی شد و پروژه را در سال ۲۰۱۷ به‌طور رسمی اعلام کرد. بیشتر بازیگران در سال ۲۰۱۸ به پروژه پیوستند و فیلم‌برداری در هاوایی آغاز شد. بخشی از فیلم‌برداری نیز در مونترآل انجام گرفت. با بودجهٔ تولید ۱۰۰ میلیون دلار، این فیلم تا به امروز یکی از پرهزینه‌ترین فیلم‌های مستقل تاریخ محسوب می‌شود.
فیلم میدوی در ۸ نوامبر ۲۰۱۹ توسط لاینزگیت و سامیت انترتینمنت در ایالات متحده اکران شد و بازخوردهای متفاوتی از منتقدان دریافت کرد. منتقدان جلوه‌های بصری را تحسین کردند اما فیلم‌نامه را مورد انتقاد قرار دادند. این فیلم از نظر فروش در گیشه ناموفق بود و با وجود بودجهٔ ۱۰۰ میلیون دلاری تنها ۱۲۷٫۴ میلیون دلار در سراسر جهان فروش کرد.

## داستان
در دسامبر ۱۹۳۷، فرمانده دوم ادوین تی. لیتن، وابستهٔ اطلاعاتی نیروی دریایی آمریکا در توکیو، در جریان مراسمی با حضور افسران نیروی دریایی ایالات متحده، نیروی دریایی سلطنتی بریتانیا و نیروی دریایی امپراتوری ژاپن، از زبان دریاسالار ایسوروکو یاماموتو هشدار دریافت می‌کند که اگر ایالات متحده منابع نفتی ژاپن را تهدید کند، ژاپن چاره‌ای جز اعلان جنگ نخواهد داشت، چرا که ۸۰٪ نفت ژاپن وارداتی است.
در ۷ دسامبر ۱۹۴۱، پس از قطع صادرات نفت آمریکا به ژاپن، نیروهای ژاپنی حمله‌ای غافلگیرانه به پرل هاربر انجام می‌دهند و آمریکا را وارد جنگ می‌کنند. دریاسالار یاماموتو، با حمایت دریابان تامون یاماگوچی، طرحی جسورانه برای حمله به جزیره میدوی با استفاده از چهار ناو هواپیمابر ناوگان کیدو بوتای ارائه می‌کند، اما ارتش ژاپن مخالفت می‌کند. در فوریه، ناوبان خلبان ریچارد «دیک» بست و گروه هوایی ناو اینترپرایز به جزایر مارشال حمله می‌کنند. در آوریل، پس از حمله دولیتل به توکیو، یاماموتو، یاماگوچی و دریابان چوئیچی ناگومو اجازه اجرای نقشهٔ حمله به میدوی را دریافت می‌کنند.
در ماه مه، پس از نبرد دریای مرجان، لیتن به همراه جوزف روش‌فورت و تیم رمزگشایی‌اش با استفاده از اطلاعات سیگنالی پیام‌هایی از ژاپن را رهگیری می‌کنند که از عملیاتی با هدفی نامشخص به‌نام "AF" خبر می‌دهد. تیم لیتن معتقد است که "AF" همان جزیره میدوی است، در حالی که مقامات واشینگتن آن را هدفی در جنوب اقیانوس آرام می‌دانند. دریاسالار چستر نیمیتز، فرمانده تازه‌منصوب ناوگان اقیانوس آرام ایالات متحده، تردید دارد. برای اثبات فرضیه، لیتن دستور می‌دهد از میدوی پیامی رمزنگاری‌نشده فرستاده شود که ادعا می‌کند ذخیره آب رو به پایان است. ژاپنی‌ها این پیام را رهگیری کرده و پیامی را درباره کمبود آب در "AF" ارسال می‌کنند که فرضیهٔ لیتن را تأیید می‌کند. نیمیتز برای حملهٔ پیش‌دستانه، دستور می‌دهد ناوهای هورنت و اینترپرایز از دریای مرجان بازگردند و ناو آسیب‌دیده یورک‌تاون ظرف ۷۲ ساعت تعمیر شود. دریاسالار ویلیام هالسی به دلیل ابتلا به زونا به مرخصی اجباری فرستاده شده و موقتاً با دریاسالار ریموند اسپروآنس جایگزین می‌شود.
در ۴ ژوئن، ژاپنی‌ها به میدوی حمله هوایی می‌کنند. تلاش‌های اولیهٔ هواپیماهای مستقر در خشکی آمریکا برای هدف قرار دادن ناوهای ژاپنی شکست می‌خورد، اما ناگومو زمانی دچار شوک می‌شود که یک بمب‌افکن آمریکایی سقوط‌کرده با فاصله اندکی از پل فرماندهی ناو آکاگی عبور می‌کند. زیردریایی یواس‌اس ناتیلوس (اس‌اس-۱۶۸) سعی می‌کند به ناوگان حمله کند اما توسط ناوشکن آراشی دنبال می‌شود. اسکادران‌های آمریکایی یکی پس از دیگری بدون موفقیت حمله می‌کنند، اما درگیری‌ها باعث اختلال در حملهٔ متقابل ژاپن می‌شود. جورج اچ. گی جونیور، تنها بازماندهٔ یکی از اسکادران‌ها که در آب شناور است، شاهد این درگیری‌هاست. وید مک‌کلاسکی با مشاهدهٔ حرکت آراشی از هوا، مسیر آن را دنبال می‌کند و اسکادران خود را به سوی ناوگان ژاپن هدایت می‌کند. در حالی که گشت هوایی رزمی ژاپن در ارتفاع پایین است، بمب‌افکن شیرجه‌رو ناوهای ژاپنی کاگا، سوریو و آکاگی را به نابودی می‌کشند. ناگومو مجبور به انتقال فرماندهی می‌شود و یاماگوچی از ناو باقی‌مانده هیریو حمله‌ای را ترتیب می‌دهد که یورک‌تاون را فلج می‌کند، اما ناوهای هورنت و اینترپرایز نیز هیریو را نابود می‌کنند. یاماگوچی به همراه کاپیتان تصمیم می‌گیرد رفتن فرمانده با کشتی را انتخاب کند و با ناو خود غرق شود.
یاماموتو دستور عقب‌نشینی عمومی را صادر می‌کند. در پرل هاربر، روش‌فورت پیام عقب‌نشینی ژاپن را رهگیری می‌کند و به لیتن اطلاع می‌دهد، که او نیز نیمیتز را باخبر می‌سازد. بست به‌دلیل مشکلات ریوی ناشی از نقص در تجهیزات تنفسی هنگام نبرد، از نیروی دریایی ترخیص می‌شود و نزد همسر و دخترش بازمی‌گردد.

## بازیگران
- وودی هارلسون
- جیک وبر
- لوک ایوانز
- مندی مور
- پاتریک ویلسون
- برنان بران
- اد اسکرین
- آرون اکهارت
- الکساندر لودویگ
- نیک جوناس
- تادانابو آسانو
- دنیس کواید
- جون کونیمورا
- اتسوشی تویوکاوا
- دارن کریس
- جیمز کارپینلو